# Willem Andriessen
Willem Andriessen (Haarlem, 25 de octubre de 1887-Ámsterdam, 29 de marzo de 1964) fue un pianista y compositor neerlandés.
Después de estudiar en el Conservatorio de Ámsterdam, dio clases de piano en el Conservatorio de La Haya (1910-1917) y en la Escuela de música de Róterdam. Desde 1935 hasta 1953, fue director del Conservatorio de Ámsterdam.
Entre sus obras destacan un Concierto para piano y una Misa, para solista, coro y orquesta. También compuso numerosos lieder.
Su padre fue organista y su hermano Hendrik Franciscus; también alcanzó fama como compositor y organista.

## Obra

### Orquestal
- Overture (1905)
- Piano Concerto in Db (1908)
- Scherzo, Hei, t'was in de Mei (1912, R/1956)

### Coral
- Mass (1914–16)
- Sub tuum praesidium (1943, para coro masculino)
- Salve coeli digna (1944)
- Ave Maria (1954, para coro femenino)
- Exsultate deo (1954)
- Missa brevis (1963)

### Vocal solista
- 4 liederen (1906)
- Bruidsliederen (1909)
- 3 liederen (1909)
- 3 liederen (1911)
- 2 liederen (1913)

### Piano solista
- Sonata (1934)
- Praeludia (1942–50)
- Sonatine (1945)
- Praeludium (1960, para la mano izquierda)